# Progetto MKULTRA

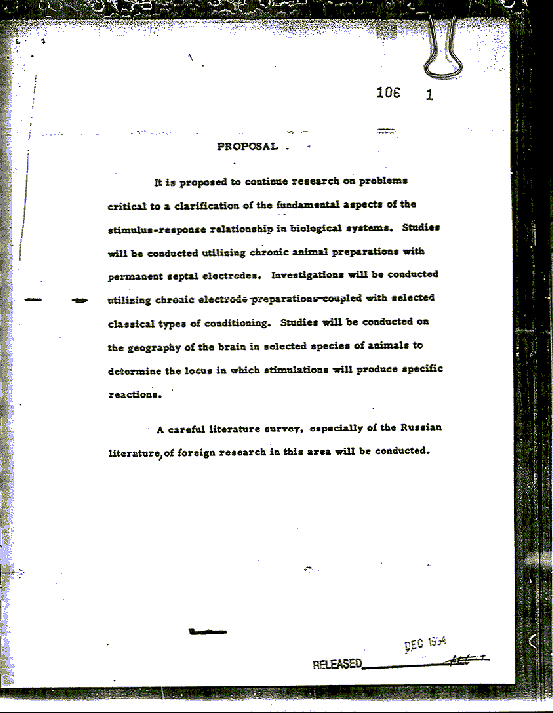
Una copia dei dossier di MKULTRA

Il progetto MKULTRA (o MK-ULTRA) era il nome in codice dato a un programma illegale e clandestino di esperimenti sugli esseri umani studiato e messo in atto dalla CIA durante gli anni cinquanta e sessanta del XX secolo, che aveva come scopo quello di identificare droghe e procedure che, integrando altre tecniche di tortura, facevano confessare le persone che vi venivano sottoposte.
Organizzato tramite la Divisione Scientifica dell'Intelligence, il progetto fu coordinato con la Divisione Operazioni Speciali dei cosiddetti Chemical Corps dell'esercito degli Stati Uniti. Il programma ebbe inizio nei primi anni cinquanta e fu approvato ufficialmente nel 1953, fino a essere ridimensionato nel 1964 e ridotto ulteriormente nel 1967, ma interrotto ufficialmente soltanto nel 1973. Il programma condusse molte attività illegali; in particolare, furono usati come soggetti di prova inconsapevoli cittadini statunitensi e canadesi, il che destò non poche polemiche riguardo alla legittimità di questi esperimenti. Nonostante venne disposta la distruzione dei documenti dopo la cessazione, molti di questi rimasero intatti ed in seguito desecretati.

## Storia

### Il progetto Bluebird e le prime attività
Denominato inizialmente progetto Bluebird nel 1951, fu poi chiamato "MKUltra" dal tedesco ("progetto Mind Kontrolle Ultra" ) ed avviato ufficialmente il 13 aprile 1953 per ordine del direttore della CIA Allen Dulles, il quale si era lamentato di "non avere abbastanza cavie umane per sperimentare queste straordinarie tecniche" (dall'inglese "not having enough human guinea pigs to try these extraordinary techniques"). Diretto da Sidney Gottlieb, il programma raggruppava i vari progetti di interrogatorio e controllo mentale avviato a livello federale, usufruendo di un numero molto elevato di risorse (denaro e scienziati) su tutto il territorio statunitense e canadese.

### Il rapporto CIA del 1957 e il "Kubark Counterintelligence Interrogation"
Nel 1957 un rapporto del comando della CIA rivela gli interessi (e preoccupazioni) nel programma:
(CIA Inspector General, 1957)
Il progetto mirava a costruire una sorta di "teoria dell'interrogatorio" che si concretizzò nel 1963 con il manuale Kubark Counterintelligence Interrogation, compendio delle scoperte di ricercatori che hanno partecipato al progetto come Donald Hebb e Donald Ewen Cameron.

### La ridenominazione, la fine e la desecretazione dei documenti
Nel 1964 il progetto fu rinominato MKSEARCH in quanto si stava specializzando nella creazione del cosiddetto siero della verità, sostanza che sarebbe poi stata usata per interrogare esponenti del KGB durante la guerra fredda. Il direttore della CIA Richard Helms, poco dopo lo scandalo Watergate, ordinó la distruzione dei documenti, e nel 1975 il programma venne reso pubblico per opera del Congresso attraverso la United States Senate Select Committee to Study Governmental Operations with Respect to Intelligence Activities (nota come "commissione Church" in quanto presieduta dal senatore Frank Church) e la U.S. President's Commission on CIA activities within the United States (nota come "commissione Rockefeller" in quanto presieduta dal vicepresidente Nelson Rockefeller). L'attività investigativa fu resa difficoltosa per il reperimento della documentazione; si dovette quindi ricostruire il tutto attraverso la testimonianza dei diretti interessati e i pochi documenti recuperati. A partire dal 1977 oltre 20.000 documenti sono stati ufficialmente desecretati grazie al Freedom of Information Act.

## Le attività
Durante i venti anni di attività ebbe come scopo anche quello di contrastare in piena guerra fredda gli studi russi, cinesi e coreani sul cosiddetto controllo mentale ovvero sulla manipolazione della psiche delle persone. Le scoperte avrebbero dovuto portare numerosi vantaggi, come ad esempio la creazione di assassini inconsapevoli o il controllo di leader stranieri scomodi. Il progetto sarebbe stato sovvenzionato da un totale di 25 milioni di dollari e furono coinvolte almeno 80 istituzioni tra cui 44 college e università, 12 ospedali, 3 prigioni e 185 ricercatori privati. Molte ricerche venivano pubblicate in giornali medici ufficiali e il clima era essenzialmente permissivo e approvava le sperimentazioni in ambito del controllo mentale.

## Gli esperimenti
Gli esperimenti sugli esseri umani erano spesso praticati all'insaputa dei soggetti scelti e avevano lo scopo di sviluppare tecniche da utilizzare durante gli interrogatori e le torture operate dall'esercito o dai servizi segreti, possibilmente con farmaci, indebolendo l'individuo e forzando confessioni attraverso il controllo mentale. Tali esperimenti prevedevano l'uso di ipnosi, onde sonore (come il sottoprogetto 54) ed elettromagnetiche (come il sottoprogetto 119), sieri della verità, messaggi subliminali, pressione sonora, sostanze psicotrope all'insaputa (soprattutto LSD, come nel caso di Frank Olson) e numerosi altri metodi per manipolare gli stati mentali delle persone scelte e alterare le funzioni cerebrali, comprese pratiche di deprivazione sensoriale, isolamento, elettroshock, lobotomia, abusi verbali e sessuali, minacce, aborti forzati, così come varie forme di traumi e torture.
L'agenzia ha successivamente dichiarato che quei test avevano una debole base scientifica e che gli agenti posti all'esecuzione e controllo degli esperimenti non erano ricercatori qualificati. I documenti recuperati testimoniano che la CIA ha somministrato LSD (che ha prodotto almeno una vittima), fenciclidina, scopolamina ed elettroshock al fine di controllare le menti dei soggetti sottoposti. Le cavie erano persone comuni, dipendenti della CIA, personale militare, agenti governativi, prostitute, pazienti con disturbi mentali, detenuti, senzatetto e tossicodipendenti di nazionalità statunitense, canadese o ispanica.

## Influenza nella cultura di massa
- Il rapper Immortal Technique fa riferimento a questo progetto nella canzone Resist Mind Control.
- Il gruppo britannico Muse ha pubblicato nel suo album The Resistance (2009) una traccia dal titolo MK Ultra con evidenti riferimenti a questo progetto.
- Si fa riferimento al progetto nel libro Infinite Jest di David Foster Wallace, per l'evidente somiglianza che esso ha con l'idea di Intrattenimento alla base del romanzo.
- Nel quinto episodio della seconda stagione della serie televisiva Fringe si fa riferimento al progetto, quando Walter Bishop afferma di averne fatto parte.
- Nella trama della serie televisiva fantascientifica Stranger Things, il progetto MKULTRA ha avuto un parziale successo, donando poteri soprannaturali (come telepatia e telecinesi) a una bambina, la co-protagonista Undici.
- Il progetto viene citato e utilizzato anche nella trama di numerosi videogiochi (tra cui Call of Duty: Black Ops (2010), dove la vittima manipolata è il protagonista, Alex Mason, Modern Combat 3: Fallen Nation (2012), Outlast (2013), Mafia 3 (2016), Call of Duty: Black Ops Cold War (2020), The Outlast Trials (2023).
- Il progetto è inserito come parte centrale della trama nelle puntate 12 e 13 dell'anime Lupin the Third - La donna chiamata Fujiko Mine, spin-off di Lupin III, oltre che nei film Ipotesi di complotto, The Manchurian Candidate (remake di Va' e uccidi), American ultra e The Killing Room.
- Nel romanzo L'incendiaria, scritto da Stephen King e pubblicato nel 1980, una società chiamata "Bottega" sperimenta una soluzione psicotropa fittizia a un gruppo di studenti universitari, conferendo loro diverse facoltà parapsicologiche, come controllo mentale, telecinesi e pirocinesi. Nel romanzo vi sono anche numerosi riferimenti al progetto MKULTRA.
- Nell'episodio 10 della terza stagione della serie televisiva Numb3rs il programma MKULTRA è alla base di una serie di omicidi.
- Nella serie TV Lost il progetto DHARMA, oltre ai numerosi esperimenti scientifici sull'isola in cui si svolgono le vicende, conduce esperimenti di riprogrammazione sensoriale ai fini di modificare l'attitudine dei soggetti coinvolti nell'esperimento, fatto ispirato al progetto MKULTRA.
- Nel 2017, Netflix ha presentato la miniserie docu-drama Wormwood che racconta la misteriosa morte dell'agente della CIA nonché scienziato Frank Olson, che nel novembre del 1953, cadde dalla finestra della sua camera al decimo piano di un hotel di New York. A causa della sua partecipazione al progetto MKULTRA, la famiglia ha sempre sostenuto che non si fosse trattato di un suicidio volontario, come sostenuto dalle autorità dell'epoca, bensì come conseguenza degli esperimenti, probabilmente con l'LSD, a cui era stato sottoposto, forse inconsapevolmente.[21]
- Nel volume 1 del manga Lost Brain si fa riferimento al progetto in questione. Tutto il manga infatti tratta il tema dell'ipnosi e del controllo della mente attraverso quest'ultima.
- Fatboy Slim nel 2000 fa riferimento al progetto MKULTRA nel video della canzone Sunset (Bird of Prey).[22]
- Nel libro "Uccidi il padre" scritto da Sandrone Dazieri si fa riferimento al progetto MKULTRA e alle sue implicazioni.
- Nel romanzo  "Una specie di follia" , frutto della mano dell'autrice Louise Penny, il progetto MKULTRA ed Ewen Cameron fanno da sfondo cruciale  per la risoluzione di un caso di omicidio condotto dal commissario Armand Gamache.